# 三木氏 (地下家)
三木氏（そうぎし）は、伏見宮家の諸大夫や御香宮神社の宮司を代々務めた地下家。

## 概要
三木氏の人物として最も時代を遡れるのは三木善清であるが、名前のみが確認できるだけでどのような人物であったのかは不明である。活動の確認できる最古の人物は三木善理であり、畠山満家や畠山持国の被官の立場を利用して伏見荘の下司から伏見宮貞成親王に直接仕えるようになった。また、伏見荘の鎮守社である御香宮神社の宮司職にも任じられた。善理の弟には三木三郎や三木善康がいる。
その後も代々伏見宮家の諸大夫と御香宮神社の宮司職を務めたが、享保18年（1732年）に三木善道が死去し一旦断絶した（ただし寛延年間に三木善勝が確認できる）。その後、寛政年間に三木善親が継承して幕末まで伏見宮家に仕えた。鳥羽・伏見の戦いでは御香宮神社に徳川陣営である旨を記した札が掲げられていたのを三木善郷が新政府方の吉井孝助に報告している。現在の当主である三木善則は御香宮神社の宮司を務めている。